# هاريس هاينز
هاريس هاينز (بالإنجليزية: Harris Hines)‏ هو قاضي أمريكي، ولد في 6 سبتمبر 1943 في أتلانتا في الولايات المتحدة، وتوفي بنفس المكان في 4 نوفمبر 2018 بسبب حادث مرور.

## وصلات خارجية
- هاريس هاينز على موقع إن إن دي بي (الإنجليزية)